# Rififi in Amsterdam
Rififi in Amsterdam is een Nederlandse film uit 1962 van Giovanni Korporaal, in zwart-wit met geluid. De film is gebaseerd op het boek Schatgravers aan de Amstel (1954) van W.H. van Eemlandt. De film is gebaseerd op de Franse misdaad-politiefilms uit die tijd. Het camerawerk is van Eduard van der Enden.
Willy Alberti debuteert in de film als kroegbaas, en brengt ook een lied ten gehore genaamd Kijk me nog eenmaal aan, dit omdat Alberti in 1959 een nummer één hit had gescoord met het nummer Marina. Judoka Anton Geesink debuteert in de film als rechercheur.

## Verhaal
Bert Oliemans komt na jaren in de gevangenis te hebben gezeten weer vrij, maar zo gauw hij weer de straat op kan, wordt hij nauw in de gaten gehouden door Van Houthem. Maar ook de onderwereld zit hem op de hielen vanwege een oude vergoeding.

## Rolverdeling
| Acteur                | Personage               |
| --------------------- | ----------------------- |
| Maxim Hamel           | Bert Oliemans           |
| Johan Kaart           | Commissaris Van Houthem |
| Ton van Duinhoven     | Manke Karel             |
| Anton Geesink         | Rechercheur             |
| Els Hillenius         | Blonde Nellie           |
| Jan Blaaser           | Lauwe Freek             |
| Fien Berghegge        | Tonia Oliemans          |
| Rijk de Gooyer        | De Bijenkorf            |
| Wim Poncia            | De Mug                  |
| Willy Alberti         | Kroegbaas               |
| Steye van Brandenberg | Blauwbaard              |
| Ton Vos               | De Yank                 |
| Frans Kokshoorn       | Inspecteur Dijkema      |